# Martin-Pierre Marsick

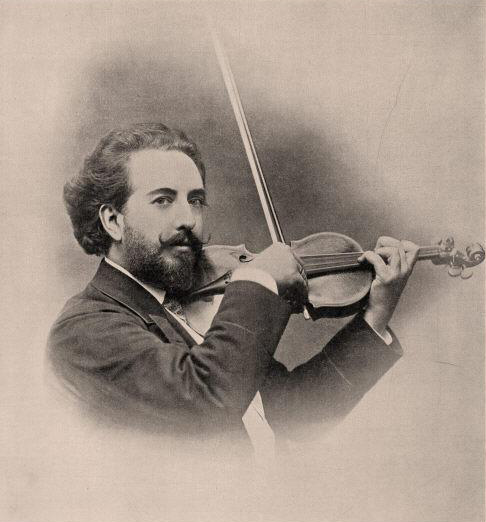
Martin-Pierre Marsick

Martin-Pierre Marsick, nació el 9 de marzo de 1847 en Jupille-sur-Meuse (Lieja) y murió el 21 de octubre de 1924 en París, fue un violinista belga.

## Biografía

### Estudios
En Jupille-sur-Meuse, a pocos kilómetros de Lieja nació Martin-Pierre Marsick el 9 de marzo de 1847. El padre, hojalatero de oficio, tenía 28 años; la madre, 24 años. Era el quinto hijo de una familia que, en 1868, contará 18. Fue a la edad de siete años cuando Martin-Pierre fue admitido en el Real Conservatorio de Música de Lieja, el 2 de diciembre de 1854. Martin-Pierre se matriculó en las clases de flauta y teoría musical. Obtuvo el segundo premio en 1856 y primer premio compartido en 1857. En junio, fue admitido en la clase de violín de M. Dupont. De 1857 a 1861, el joven progresó a pesar de tener los dedos débiles y rigidez en el brazo derecho. Obtuvo un accésit en 1860, cuando su hermano Louis obtuvo un primer premio.
Luego, Martin-Pierre Marsick entró en la clase de Désiré Heynberg de Lieja que formó a muchos grandes violinistas. A pesar de un Segundo Premio compartido en 1862, Heynberg descubre que Martin-Pierre que no trabaja demasiado debido al absentismo frecuente. Dos años más tarde, terminó sus estudios en el conservatorio con un Segundo Premio compartido de órgano y, para el violín, la máxima distinción, la Medalla Vermeil, que obtuvo con la máxima distinción.
Martin-Pierre Marsick dejó el conservatorio a los 18 años y se fue a Bruselas a estudiar con Hubert Léonard. En junio de 1868 fue admitido en la clase de Joseph Massart en el Conservatoire National Supérieur de Musique de París. Massart señaló que 

Martin-Pierre a des qualités supérieures et fera certainement honneur au Conservatoire

. En julio de 1869 obtiene un primer premio (ex-aequo) por unanimidad. Recibe 100 francos  y probablemente también un violín. Después estudió brevemente con el célebre Joseph Joachim, el dedicatario del concierto para violín de Brahms en Berlín.

### Carrera profesional

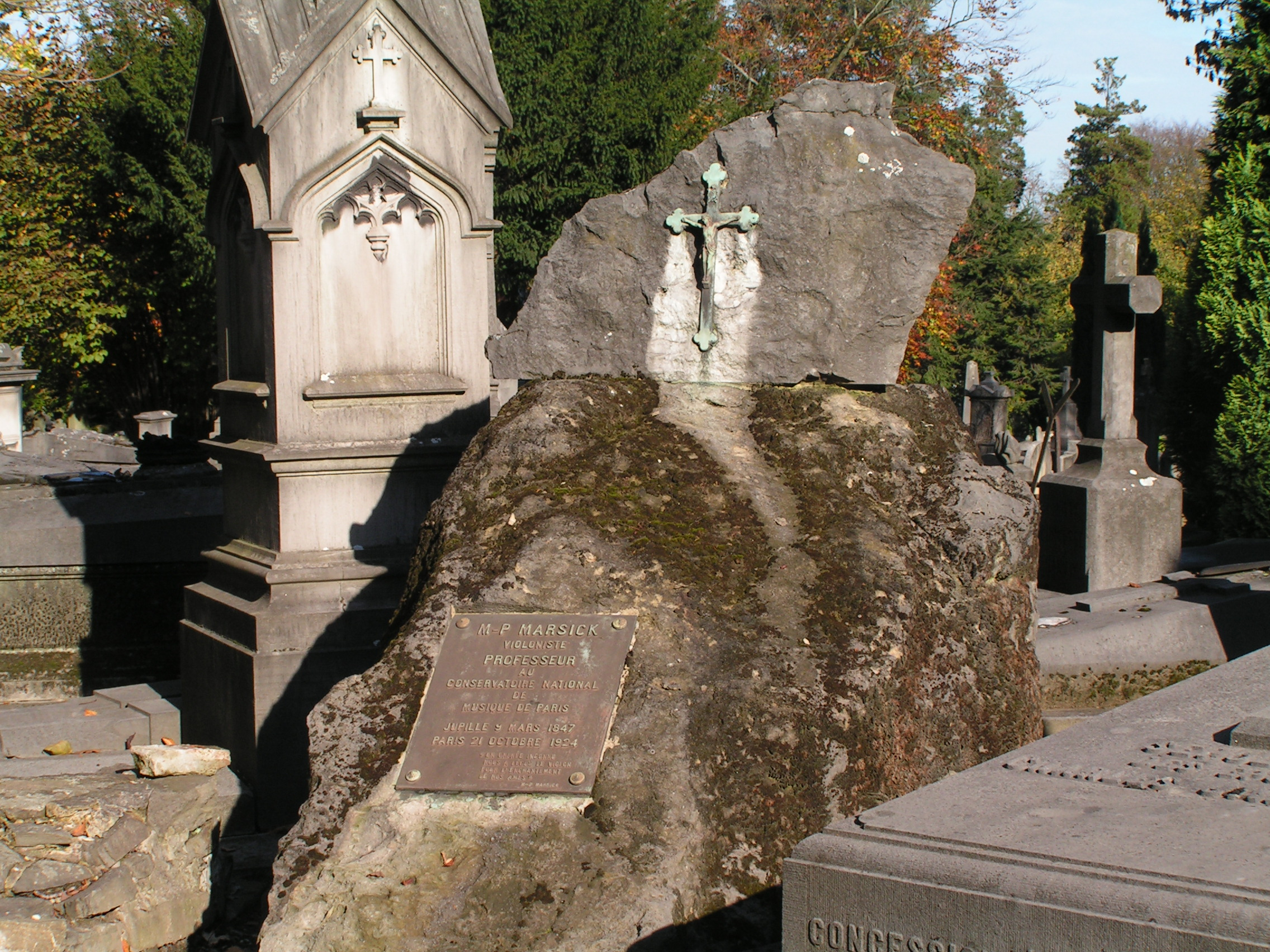
Tumba de Martin-Pierre Marsick en el cementerio de Robermont

Aunque se pródiga en el repertorio para violín de Bach, Beethoven, Bruch, Lalo, Mendelssohn, Saint-Saëns, Tchaïkowski, Vieuxtemps, Widor, Wieniawski en los Conciertos Lamoureux, en los Conciertos Colonne o en los Conciertos Pasdeloup de Jules Pasdeloup, es en formación de cámara donde Marsick da la medida de su talento, en particular en la Sonata de Fauré (op.13), la de Saint-Saëns (op.75) - que además está dedicada a él -, el primer trío de Chaminade, un trío de Lalo, o el Quinteto para piano y cuerda de Franck. El 13 de febrero de 1880 estrenó el Concierto de Saint-Saëns.
Desde el comienzo de su carrera en 1875 hasta 1886, actuó principalmente en la Sociedad Nacional de Música. Fundó el Cuarteto Marsick con Guillaume Rémy o Richard Loys (segundo violín), Louis Van Waefelghem (viola) y Jules Delsart o André Hekking (violonchelo) con él mismo como primer violín. De vez en cuando Marsick reúne algunos cuartetos diferentes, en particular con Joseph Joachim, cuando está en París en 1886, o tríos con el violonchelista ruso Anatole Brandoukoff y el pianista Vladimir de Pachmann. A menudo asistía a los salones, con Chaminades, Camille St Saëns, el violonchelista Charles Lebouc, el pianista Louis Diémer. También lo podemos ver con la cantante Pauline Viardot.
En 1895, después de giras por Inglaterra y Rusia, partió hacia América con una serie de conciertos en Nueva York, San Francisco, Toronto y Montreal. Da el mismo programa, el concierto n 4 en re menor de Vieuxtemps, el concierto n.º 3, en re menor de Bruch y el concierto para violín de Lalo, que tuvo una entusiasta acogida por parte del público y de la crítica. En San Francisco, lo acompaña Ignacy Paderewski. En 1892 fue nombrado profesor del Conservatorio Nacional de Música y Danza de París, en sustitución de Eugène Sauzay.
Durante ocho años formará a toda una generación de alumnos, tres de los cuales se harán famosos : Carl Flesch, primer premio en 1894, Jacques Thibaud, en 1896 y Georges Enesco, en 1899. Este último reconocerá más tarde todo lo que le debía a Martin-Pierre Marsick. A esta lista de violinistas hay que sumar el nombre de Pierre Monteux, más conocido como director pero también violinista y violista de gran talento.
En 1900, su carrera docente llegó a un abrupto final, en medio de un escándalo. En octubre de 1899, Marsick le pide al director, Théodore Dubois, una licencia de dos meses. Obtiene la licencia y sale de la capital con su amante hacia América. En una carta desde Nueva Orleans, en febrero de 1900 (archivo nacional, expediente del profesor Martin-Pierre Marsick), renunció, viéndose, escribió, incapaz de regresar a tiempo para los concursos de ingreso. Su dimisión es aceptada el 1 de abril de 1900, lo que marca el final de su carrera.
Marsick vegetó durante unos años en Estados Unidos, en Chicago, donde acababa de abrir una escuela de violín. Al regresar a Francia a principios de siglo, retomó su papel de educador. Divorciado de Berthe Mollot y sin descendientes ni herederos, hizo un testamento, en febrero de 1920, convirtiendo a una joven cantante, Suzanne Decourt en su legataria universal. Es a ella, conocida en el mundo musical con el nombre de Mitza Rosario, a quien dedicó, en 1912, una de sus últimas composiciones, Pur Amour.
Su salud no es muy buena y escribe :
- “Siendo la vida cada vez más difícil, sigo trabajando tanto como mis fuerzas me lo permiten; Tengo muchos amigos devotos que me rodearon durante mi larga enfermedad. Tuve, entre otras dolencias, terribles ataques de nervios que habrían matado a un buey"  - carta a Armand Marsick, 24 de enero de 1924.

Martin-Pierre Marsick muere en París el 21 de octubre de 1924. El día 27 tuvo lugar su funeral en la Basílica de Saint-Martin, en Lieja, la misma donde había sido bautizado setenta y siete años antes. Durante la misa fúnebre se interpreta un Ave María que compuso exactamente dos meses antes de su muerte y que lleva la inscripción "Cantar en la Iglesia en mi funeral ". Curiosamente, en los últimos años de su vida, Martin-Pierre, quien a menudo había denigrado su tierra natal, deseaba ardientemente volver allí. Por tanto, su deseo le fue concedido y, en la plaza de la iglesia, después de los discursos habituales, su cuerpo fue devuelto a la ciudad de Lieja. Martin-Pierre Marsick está enterrado en el cementerio de Robermont, en una concesión mantenida a perpetuidad por la ciudad de Lieja.

### El violinista
No es fácil hacerse una idea clara de la técnica y la forma de tocar de un violinista del que no tenemos grabaciones. Por tanto, debemos confiar en los comentarios de sus contemporáneos o de sus alumnos. Henri Vieuxtemps elogiaba el virtuosismo del joven Marsick. El compositor ruso César Cui, uno de los fundadores del Grupo de los Cinco, lo conoció en Moscú y San Petersburgo. Le dedicó una Suite Concertante. Esto es lo que pensaba sobre la interpretación de Marsick :
- “La técnica de Marsick es muy variada. El sonido de su instrumento es redondo, pleno, lleno de calidez; la pureza de la entonación es notable y se extiende a los sonidos armónicos más altos. La velocidad en las líneas de desarrollo es sorprendente. Todos los matices le son accesibles desde el sentimiento más profundo hasta la alegría más brillante, la más loca. Pero estos contrastes se ennoblecen con un gusto exquisito que no se aparta de los límites del verdadero arte”  - The Musical Gazette, enero de 1886

### El compositor
La actividad de Martin-Pierre Marsick como compositor no es imprescindible. A diferencia de Georges Enesco, quien decía que era compositor y solo violinista para ganarse la vida, Marsick era ante todo violinista. Lo cierto es que compuso alrededor de cuarenta obras, la mayoría de ellas piezas breves para violín, como era habitual en la época. Casi todas sus obras fueron publicadas por Durand, Sénart, Schott, Enoch (las obras están depositadas en la Biblioteca Nacional de Francia y la Biblioteca Real de Bélgica).
También compuso un drama lírico, Le Puits, sobre libreto de Auguste Dorchain, que parece que no se ha representado; una pieza para quinteto de cuerdas, flauta y clarinete, Souvenir de Naples, Op.33; un cuarteto para piano, violín, viola y violonchelo, Op.43, de la que bien podría ser la primera audiencia tuvo lugar en la Universidad de Lieja como parte de los Conciertos de Midi de la Ville de Liège en 1997, con la ayuda de los artistas de cámara belgas.